# NGC 2026
NGC 2026 é um aglomerado aberto na direção da constelação de Taurus. O objeto foi descoberto pelo astrônomo William Herschel em 1784, usando um telescópio refletor com abertura de 18,6 polegadas. 